# ژوزف نیکولت
ژوزف نیکولاس نیکولت (Joseph Nicolas Nicollet) (زادهٔ ۲۴ ژوئیه ۱۷۸۶ – درگذشتهٔ ۱۱ سپتامبر ۱۸۴۳)، همچنین معروف به ژان-نیکولاس نیکولِت (Jean-Nicolas Nicollet)، جغرافی‌دان، ستاره‌شناس، ریاضی‌دان اهل فرانسه بود که به‌خاطر نقشه‌برداری از حوضه قسمت بالایی رود می‌سی‌سی‌پی در جریان دهه ۱۸۳۰ میلادی شناخته می‌شود. نیکولِت سه سفر اکتشافی را در منطقهٔ میان رود می‌سی‌سی‌پی و رود میزوری، اساساً در مینه‌سوتا، داکوتای جنوبی و داکوتای شمالی راه‌اندازی نمود.
قبل از مهاجرت به ایالات متحده، نیکولِت به عنوان استاد ریاضی در کالج لوئیس-لی-گراند و همراه با پیر سیمون لاپلاس به عنوان استاد و ستاره‌شناس در رصدخانه پاریس خدمت می‌کرد. تغییرات سیاسی و علمی در فرانسه نیکولِت را وادار نمود تا به ایالات متحده سفر نموده و به کاری بپردازد که موجب افزایش شهرت او در میان دانشمندان در اروپا شد. او در ۱۸۴۲ میلادی به عنوان عضو مجمع فیلسوفان آمریکا انتخاب گردید.
نقشه‌های نیکولِت صحیح‌ترین نقشه‌های دوران وی محسوب شده و اشتباهاتی انجام شده توسط زبلون پایک را تصحیح کرد و از آن به عنوان مبنای برای نقشه‌برداری بعدی مناطق داخلی آمریکا استفاده گردید. آنها از جمله نخستین نقشه‌های بودند که در آنها برای نمایش ارتفاعات از سایه استفاده شده بود و تنها نقشه‌های بود که نام‌های جغرافیایی بومی آمریکایی را به‌کار برد. «نقشه هیدروگرافیک حوضه قسمت بالای می‌سی‌سی‌پی» نیکولِت در ۱۸۴۳ میلادی، پس از مرگ وی، منتشر شد. برج نیکولِت که در سیسیتن، داکوتای جنوبی واقع شده‌است، بنای یادبودی از نیکولِت و کارهای وی بوده و در ۱۹۹۱ میلادی ساخته شد.

## اوایل زندگی و تحصیلات
نیکولِت در کلوسیس در سرزمینی ساوی زاده شد. او دانش‌آموز بسیار درخشان بود و با استعدادی که در ریاضی و ستاره‌شناسی از خود نشان می‌داد، بورسیه تحصیلی به کالج یسوعی در شامبری کسب کرد. او در ۱۹ سالگی به تدریس ریاضی آغاز کرد. در ۱۸۱۷ میلادی، او به عنوان استاد و ستاره‌شناس در رصدخانه پاریس گماشته شده و همراه با دانشمند و ریاضی‌دان پیر سیمون لاپلاس کار کرد. هنگام کار در رصدخانه، نیکولت یک دنباله‌دار را کشف نموده و برای خود شهرتی به عنوان متخصص ستاره‌شناسی و جغرافیای طبیعی کسب کرد. در جریان دهه ۱۸۲۰ میلادی، او به عنوان استاد ریاضی در کالج لوئیس-لی-گراند خدمت کرد.

## مهاجرت، ۱۸۳۲ میلادی
در نتیجه آشوب سیاسی در فرانسه متعاقب انقلاب ژوئیه (۱۸۳۰) و چیرگی در حال افزایش فیزیک به عنوان علم آزمایشگاهی، نیکولِت با مشکلات مالی و حرفه‌ای فراوانی مواجه شد. او که اصلاً پولی نداشت، در ۱۸۳۲ میلادی از بندر برست سوار بر کشتی شده و به ایالات متحده مهاجرت کرد. نیکولِت امیدوار بود از طریقی کاری که در ایالات متحده انجام می‌دهد، شهرت خود را در اروپا افزایش دهد. او تصمیم داشت تا به یک «سفر علمی» در سراسر آمریکا رفته و هدفش این بود تا با استفاده از تخصصی که داشت، نقشه صحیح از دره رود می‌سی‌سی‌پی فراهم نماید. او به واشینگتن DC رسید و در آنجا در مورد نقشه‌برداری علمی کشور با دانشمندان و مقامات حکومتی بحث و گفت‌وگو کرد. او به نیوارلئان سفر نموده و از آنجا می‌خواست به سوی سنت لوئیس، مِیزوری سفر کند، اما شیوع بیماری کلرا، از نظر عملی سفر توسط کشتی بخار را غیرممکن کرد. در عوض، او سه سال بعدی به سفر در مناطق جنوب، به‌ویژه میان نیوارلئان و بالتیمور پرداخت. نیکولِت در نهایت در ۱۸۳۵ میلادی به سنت لوئیس رسید.

## نقشه‌برداری از رود میسیسیپی
پس از رسیدن به سنت لوئیس در ۱۸۳۵ میلادی، نیکولِت حمایت شرکت تجارت خز آمریکایی و خانواده ثروتمند چوتیئو (خانوادهٔ که به بنیان‌گذاری شهر سنت لوئیس همکاری کرده بود و از مدت طولانی بر مبنای قراردادهایی که با مقامات پیشین اسپانیایی و بعداً با نماینده هندی ایالات متحده داشت، امتیاز انحصاری تجارت خز با قبیله اوسیج را در دست داشت) را در راستای برنامه‌اش برای نقشه‌برداری از رود می‌سی‌سی‌پی به‌دست‌آورد. از سنت لوئیس، او با یک قایق خلاف جهت دریا به قلعه اسنلینگ در مینه‌سوتا سفر کرد. طی ۴ سال بعدی، نیکولِت سه سفر اکتشافی را رهبری نموده و به اکتشاف مناطق بالای رود می‌سی‌سی‌پی پرداخت که بیشتر مناطق فعلی مینه‌سوتا، داکوتای شمالی و داکوتای جنوبی را در بر می‌گیرد.

### نخستین سفر اکتشافی، ۱۸۳۶ – ۱۸۳۷ میلادی
نخستین سفر اکتشافی در ۱۸۳۶–۳۷ میلادی انجام شده و منابع مالی آن به‌طور خصوصی توسط شرکت تجارت خز آمریکایی و خانواده چوتیئو فراهم گردید. نیکولِت در همراهی با چاگوبی که رئیس قبیله اوجیبوی بود، پسر نُه ساله وی و یک راهنمای نیمه فرانسوی به‌نام برونیا، در ۲۹ ژوئیه ۱۸۳۶ از طریق قایق کانو قلعه اسنلینگ را ترک کرد. نیکولِت رود می‌سی‌سی‌پی‌ی را تا سرچشمه آن در دریاچه آیتاسکا و ریزابه نزدیک رود می‌سی‌سی‌پی به‌نام رود سنت کروئیکس را مورد بررسی قرار داد. نتایج این سفر اکتشافی، اشتباهی که در نقشه ۱۸۰۵ زبلون پایک وجود داشت و دهانه رود کرو وینگ را به مراتب دور تر در غرب نشان داده بود را تصحیح نموده و در نتیجه تمامی نقشه‌های که از این ناحیه تهیه شده بود را اشتباه ثابت کرد.

### دومین سفر اکتشافی، ۱۸۳۸ میلادی
هنگام بازگشت به واشینگتن دی‌سی برای گزارش یافته‌های خود، نیکولِت به عنوان رئیس اداره جدیدالتاسیس دسته مهندسان توپوگرافی گماشته شده و به وی مأموریت داده شد تا سفری اکتشافی که توسط وزارت جنگ ایالات متحده حمایت مالی می‌گردید را رهبری نماید و هدف از این سفر اکتشافی نقشه‌برداری از منطقهٔ میان رودهای می‌سی‌سی‌پی و مِیزوری بود تا نقشه‌های غربی که از اشتباه پایک متأثر شده بودند، تصحیح گردد. این سفر اکتشافی در ۱۸ ژوئن ۱۸۳۸ سفر خود را از تراورس دیس سیوکس آغاز کردند. هیئت متشکل از افراد ذیل بود: جان سی. فریمونت که از طرف وزارت جنگ ایالات متحده برای حمایت از سفر اکتشافی از نظر نظامی گماشته شده بود، جوزف رنوایل جونیور و جوزف لافرومبویس، نماینده شرکت خز آمریکایی که نیمه فرانسوی و نیمه بومی-آمریکایی بود. سفر اکتشافی در ۴ ژوئیه ۱۸۳۸ به پایپ‌استون کواری رسیدند، جاییکه اعضای گروه حروف اول نام خود را در سنگی حک کردند. از آنجا، گروه به سفر خود در امتداد رودهای مینه‌سوتا و بلو ارث به سوی اسپیریت لیک، آیووا ادامه دادند.

### سومین سفر اکتشافی
نیکولِت در سومین و آخرین سفر اکتشافی خود که توسط لوئیسون فرنیر راهنمایی می‌گردید، حمایت مالی فریمونت را حفظ نموده و همچنین مبلغ مذهبی یسوعی به‌نام پیر-ژان دی سمت، در بخشی از سفر وی با وی همراه بود. دی سمت، با استفاده از مهارت‌های که از نیکولِت آموخت، نقشه‌های از آبگیر رود مِیزوری را ترتیب نمود. در این سفر اکتشافی و سفر اکتشافی دومی، گیاه‌شناس چارلز گیر یادداشت‌های همه‌جانبه از وضعیت گیاه‌شناسی منطقه گرفته و فهرستی از گیاهان بومی این منطقه را تهیه کرد. این سفر نیز توسط دولت حمایت مالی می‌گردید و نیکولِت از آیووا در امتداد رود مِیزوری به سمت شمال‌غرب و قلعه پیر، داکوتای جنوبی رفت. تلاش‌های او به دلیل اینکه کشتی بخار پایرت که تدارکات وی را حمل می‌کرد در آوریل ۱۸۳۹ غرق شد، متوقف گردید. در ۱۱ ژوئیه ۱۸۳۹، بخش دوم سفر اکتشافی وی قلعه پیر را به مقصد دول لیک، داکوتای شمالی ترک کرد. از آنجا، نیکولِت هنگام بازگشت به اکتشاف سراسر منطقه کوتئو دیس پرایرس تا قلعه اسنلینگ پرداخت.

### مرگ
نیکولِت در ۱۱ سپتامبر ۱۸۳۹ به واشینگتن، دی.سی. برگشت و در آنجا روی یکپارچه سازی اطلاعات گردآوری شده کار نمود تا به سنای ایالات متحده گزارش دهد. او به‌طور کامل تصمیم داشت تا به مینه‌سوتا برگردد و کار خود را ادامه دهد، اما وضعیت سلامت ناگوار او مانع این کار شده و او در ۱۸۴۳ میلادی در واشینگتن درگذشت. او در قبرستان کانگریشنال به خاک سپرده شده و روی سنگ قبر وی این متن حکاکی شده‌است، «او بر کسی که می‌داند چگونه با والاترین مهارت مزایای گذشته را با نیازهای آینده آشتی داده و ترکیب نماید، ظفر خواهد یافت».